# Alfred Wilhelm Volkmann
Alfred Wilhelm Volkmann (Lipsia, 1º luglio 1801 – Halle, 21 aprile 1877) è stato un fisiologo e filosofo tedesco.

## Biografia
Studiò a Lipsia dal 1821 e nel 1826 ottenne il dottorato. Nel 1828 fu abilitato come Privatdozent all'Università di Lipsia, successivamente divenne professore straordinario di zootomia nel 1834. Nel 1837 andò a Dorpat come professore di fisiologia, patologia e semiotica. Tuttavia, la sua residenza a Dorpat fu breve: partì per Halle già nel 1843. Nel 1854 Volkmann insegnò anche anatomia, fino al 1872, quando la fisiologia fu ramificata e ceduta a Julius Bernstein.

## Ricerche
È ricordato soprattutto per le sue aggiunte alla fisiologia del sistema nervoso e alla fisiologia dell'ottica. Nel 1842 dimostrò che i nervi simpatici erano in gran parte costituiti da fibre midollate derivanti da gangli simpatici e spinali. Tuttavia, ha anche delineato e identificato numerose caratteristiche dell'anatomia macroscopica, inclusi i canali di Volkmann. Inoltre, Volkmann era un evangelico che si opponeva al materialismo. Suo figlio Richard von Volkmann, divenne un illustre chirurgo.

## Opere
- Anatomy of Animals (1831–33)
- The Independence of the Sympathetic System of Nerves (1842)
- Elasticity of Muscles (1856)
- Physiological Researches in the Department of Optics (1863–64)